# Pontinus
Pontinus es un género de peces escorpión.

## Especies
En la actualidad hay 20 especies reconocidas en este género:
- Pontinus accraensis Norman, 1935
- Pontinus castor Poey, 1860
- Pontinus clemensi Fitch, 1955
- Pontinus corallinus A. Miranda-Ribeiro, 1903
- Pontinus furcirhinus Garman, 1899
- Pontinus helena Eschmeyer, 1965
- Pontinus hexanema (Günther, 1880)
- Pontinus kuhlii (S. Bowdich, 1825)
- Pontinus leda Eschmeyer, 1969
- Pontinus longispinis Goode & T. H. Bean, 1896
- Pontinus macrocephalus (Sauvage, 1882)
- Pontinus nematophthalmus (Günther, 1860)
- Pontinus nigerimum Eschmeyer, 1983
- Pontinus nigropunctatus (Günther, 1868)
- Pontinus rathbuni Goode & T. H. Bean, 1896
- Pontinus rhodochrous (Günther, 1872)
- Pontinus sierra (C. H. Gilbert, 1890)
- Pontinus strigatus Heller & Snodgrass, 1903
- Pontinus tentacularis (Fowler, 1938)
- Pontinus vaughani Barnhart & C. L. Hubbs, 1946